# 林思雲
林思雲（2000年10月1日—），台灣女子羽球運動員，隸屬亞柏羽球隊。

## 簡歷
林思雲就讀萬巒國小三年級時開始接觸羽球，後就讀高雄中學、國立高雄大學。
2017年5月，林思雲出戰捷克國際賽，贏得女子單打冠軍，其後於懷卡托國際賽、雪梨國際賽晉級四強。

## 主要比賽成績
只列出曾進入準決賽的國際賽事成績：
| 年份   | 賽事                 | 公開賽級別 | 項目     | 搭檔   | 成績   |
| ------ | -------------------- | ---------- | -------- | ------ | ------ |
| 2017年 | 捷克羽毛球國際賽     | 未來系列賽 | 女子單打 | －     | 冠軍   |
| 2017年 | 懷卡托羽毛球國際賽   | 國際系列賽 | 女子單打 | －     | 準決賽 |
| 2017年 | 雪梨羽毛球國際賽     | 國際系列賽 | 女子單打 | －     | 準決賽 |
| 2019年 | 珀斯羽毛球國際賽     | 未來系列賽 | 女子雙打 | 林芝昀 | 準決賽 |
| 2022年 | 保加利亞羽毛球國際賽 | 未來系列賽 | 女子單打 | －     | 冠軍   |
| 2022年 | 保加利亞羽毛球國際賽 | 未來系列賽 | 女子雙打 | 黃宥薰 | 準決賽 |
| 2022年 | 荷蘭羽毛球公開賽     | 國際挑戰賽 | 女子單打 | －     | 準決賽 |
| 2022年 | 荷蘭羽毛球公開賽     | 國際挑戰賽 | 女子雙打 | 黃宥薰 | 準決賽 |

| 2007-2017年 | 首要超級賽 | 超級賽 | 黃金大獎賽 | 大獎賽 | 國際挑戰賽 | 國際系列賽 | 未來系列賽 | 其他 |

| 2018-2026年 | 總決賽 | 超級1000賽 | 超級750賽 | 超級500賽 | 超級300賽 | 超級100賽 | 國際挑戰賽 | 國際系列賽 | 未來系列賽 | 其他 |